# Louis-François Crozat
Louis-François Crozat (Paris, paroisse Saint-Eustache, 1er septembre 1691 - Paris, 31 janvier 1750), marquis du Châtel, en Bretagne, est un officier général français.

## Biographie
Il est le fils aîné d'Antoine Crozat, homme d'affaires et banquier, première fortune de France sous Louis XIV, et de Marguerite Le Gendre. Son oncle est le financier et collectionneur Pierre Crozat (1661-1740).
Il fait une carrière militaire : cornette de la seconde compagnie des mousquetaires de la Garde du Roi (1715), puis colonel des dragons du régiment de Languedoc (1718), brigadier des armées du Roi (1734), maréchal de camp, puis lieutenant-général (1744). 
En 1741, il devient conseiller-secrétaire du Roi, Maison et couronne de France en la Grande Chancellerie de France. Il meurt en charge, le 31 janvier 1750.

À la mort de son oncle Pierre Crozat, en 1740, il recueille par donation de celui-ci, le château de Montmorency et l'hôtel Crozat de la rue de Richelieu. Pierre Crozat s'était fait bâtir ces édifices par l'architecte Jean-Sylvain Cartaud, avec une décoration confiée à Oppenordt et Charles de La Fosse. Il recueille aussi de son oncle une grande partie de sa collection de peintures, de sculptures et de gravures, la célèbre collection Crozat. Sa prédilection était, comme son oncle, pour la peinture italienne, dans laquelle il fit aussi des acquisitions. À sa mort, en 1750, le château de Montmorency passe à son petit-fils, le duc de Biron, l'hôtel particulier passe à sa seconde fille Louise-Honorine, future duchesse de Choiseul (1758). Comme il ne laisse pas de descendance masculine, la collection Crozat passe, quant à elle, suivant la volonté de son oncle, à son frère, Louis-Antoine Crozat, baron de Thiers, qui l'exposera dans son hôtel d'Évreux.

### Mariage et descendance
Il épouse à Moy de l'Aisne le 5 septembre 1722 Marie-Thérèse Catherine de Gouffier (?-1746), fille de Charles-Antoine de Gouffier, marquis d'Heilly, et de Catherine Angélique d'Albert de Luynes. Elle était la petite-fille de Louis Charles d'Albert, 2e duc de Luynes, pair de France, grand fauconnier de France, et de sa seconde épouse, Anne de Rohan. 
De cette union, naissent quatre enfants, qui ne laisseront pas de descendance : 
- Antoinette-Eustachie Crozat du Châtel (1728-1747), mariée en 1744 avec Charles-Antoine de Gontaut-Biron, marquis, puis duc de Biron. Elle eut, avant son décès prématuré, le temps de donner naissance à un seul fils, Armand-Louis de Gontaut-Biron, duc de Biron, duc de Lauzun, mort sans postérité[6].
- Flore Rosalie Crozat, née en 1730, morte enfant ;
- Pierre Louis Crozat, né en 1733, mort enfant ;
- Louise-Honorine Crozat du Châtel (1737-1801), mariée en 1750 avec Étienne-François de Choiseul Stainville (1719-1785), duc de Choiseul (1758), qui fut premier ministre de Louis XV entre 1758 et 1770 sans en avoir le titre officiel. Elle lui apporte l'hôtel Crozat, qui devient l'hôtel de Choiseul. Sans postérité.